# Акушинцы
Акушинцы (дарг. Ахъушанти) — этническая группа даргинцев, говорящие на акушинском наречии севернодаргинского языка. Исторически были частью вольного общества Акуша-Дарго. Верующие — мусульмане-сунниты, шафииты.

## История
Исторически составляли политическую единицу — Акушинское хуреба, которое было составной и главной частью союза общин Акуша-Дарго, из-за чего в исторической литературе акушинцами также называют не отдельную народность, а всех жителей акуша-даргинских обществ.

## Расселение
Центром акушинцев является селение Акуша, от названия которого они получили этноним.
Районами исторического проживания являются Акушинский (Акуша и ближайшие отсёлки — Урхучимахи, Бурхимакмахи и др.) и Левашинский (Леваши, Наскент, Какамахи, Эбдалая, Карлабко, Уллуая).